# McDonnell Douglas MD-11
McDonnell Douglas MD-11 este un avion de pasageri trimotor widebody (cu două culoare) cu rază de acțiune medie/lungă construit de către McDonnell Douglas pentru a înlocui modelul DC-10. Acesta a avut multe prăbușiri, printre care FedEx 80, omorând 2 persoane. Astăzi, MD-11 este folosit de către FedEx, Martinair Cargo și alte companii cargo. Acest avion  poate zbura cu două motoare. MD-11 este o versiune mai lungă, nouă și mai eficientă a DC-10. Acesta are amprenajul mai mic, pentru a micșora rezistența la înaintare. MD-11 aterizează la o viteză de cca. 280 km/h, aterizând cel mai repede dintre avioanele comerciale tip pasageri/cargo. 

## Accidente si incidente

În seara zilei de 2 septembrie 1998 zborul SwissAir 111 a decolat de la aeroportul New York JFK cu destinația Geneva. După aproximativ 2 ore de zbor fum a început să fie remarcat în cabina piloților. Aceștia nu au considerat-o o problemă gravă, dar tot au decis să intre în contact cu controlorul de trafic din Halifax, Canada. Inițial, fumul a dispărut, dar după 10 minute acesta a reapărut, de această dată fiind mai gros și mai intens. Atunci piloții au anunțat că vor face o aterizare de urgență la Halifax. Pe bună dreptate, cei doi au crezut că au o problemă cu aerul condiționat, așa că au decis să îl închidă, dar acest lucru a permis fumului să se intensifice și mai tare. În timp ce se pregăteau să arunce combustibil în mare (pentru a avea o greutate adecvată pentru aterizare) focul a început să se răspândească din tavan până în carlingă. Se crede că pilotul a început să se lupte cu focul, în timp ce copilotul a continuat să piloteze. La scurt timp după ce au declarat starea de urgență, focul a afectat instrumentele de zbor, acest lucru combinat cu faptul că era noapte și că zburau deasupra mării au cauzat prăbușirea avionului în Oceanul Atlantic, la doar 25 de mile de aeroportul Halifax.

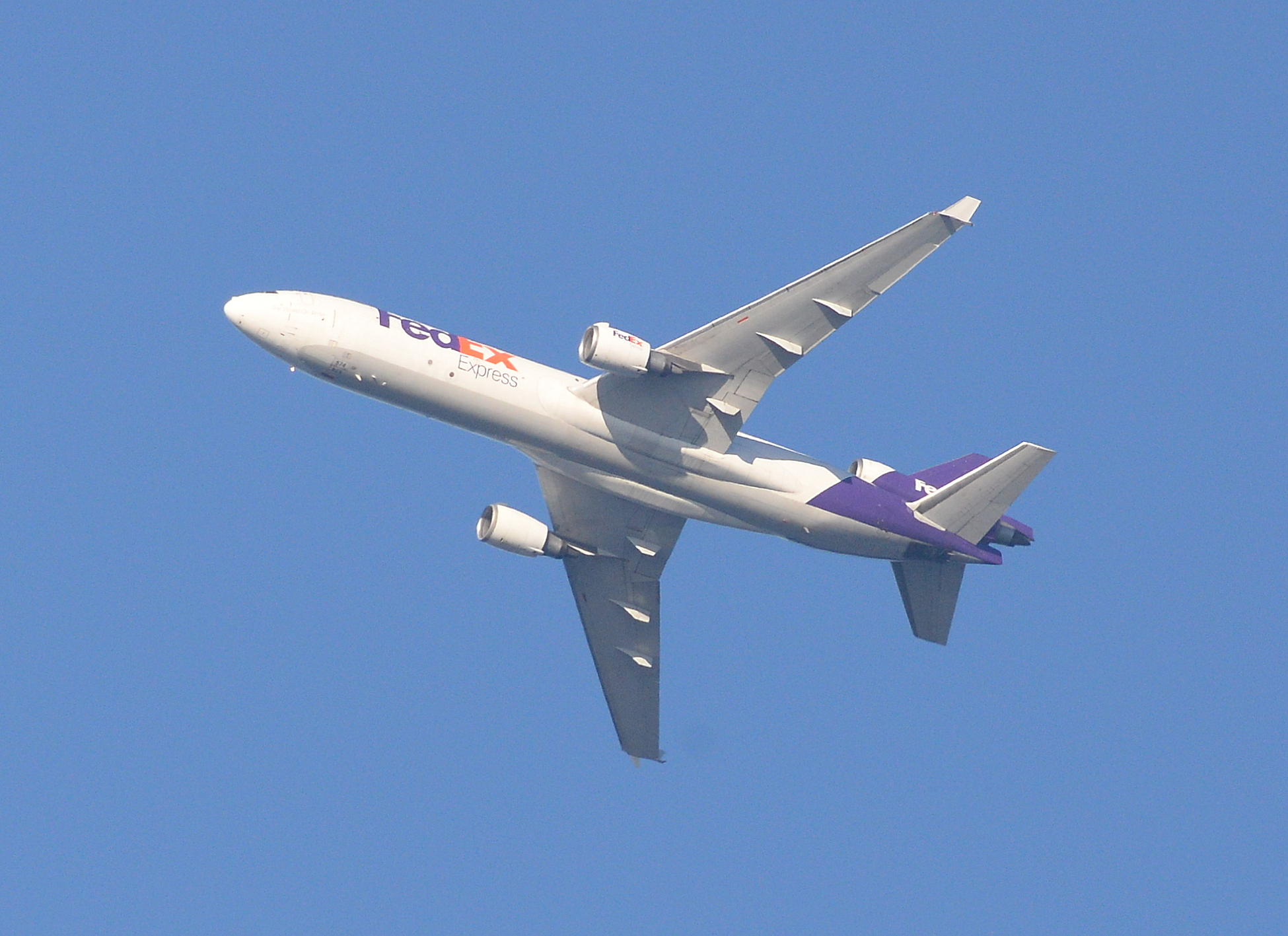

### Cauze

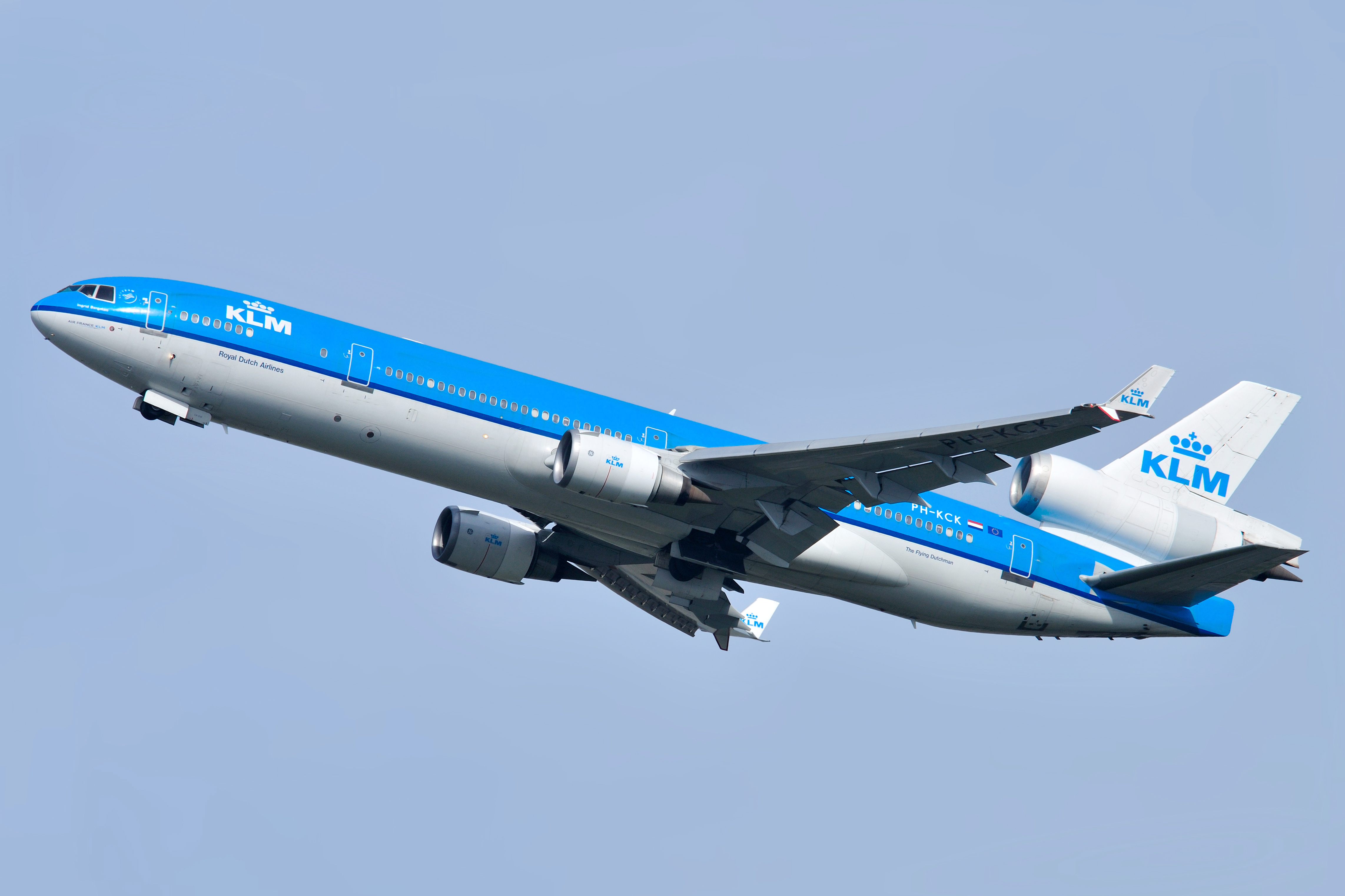

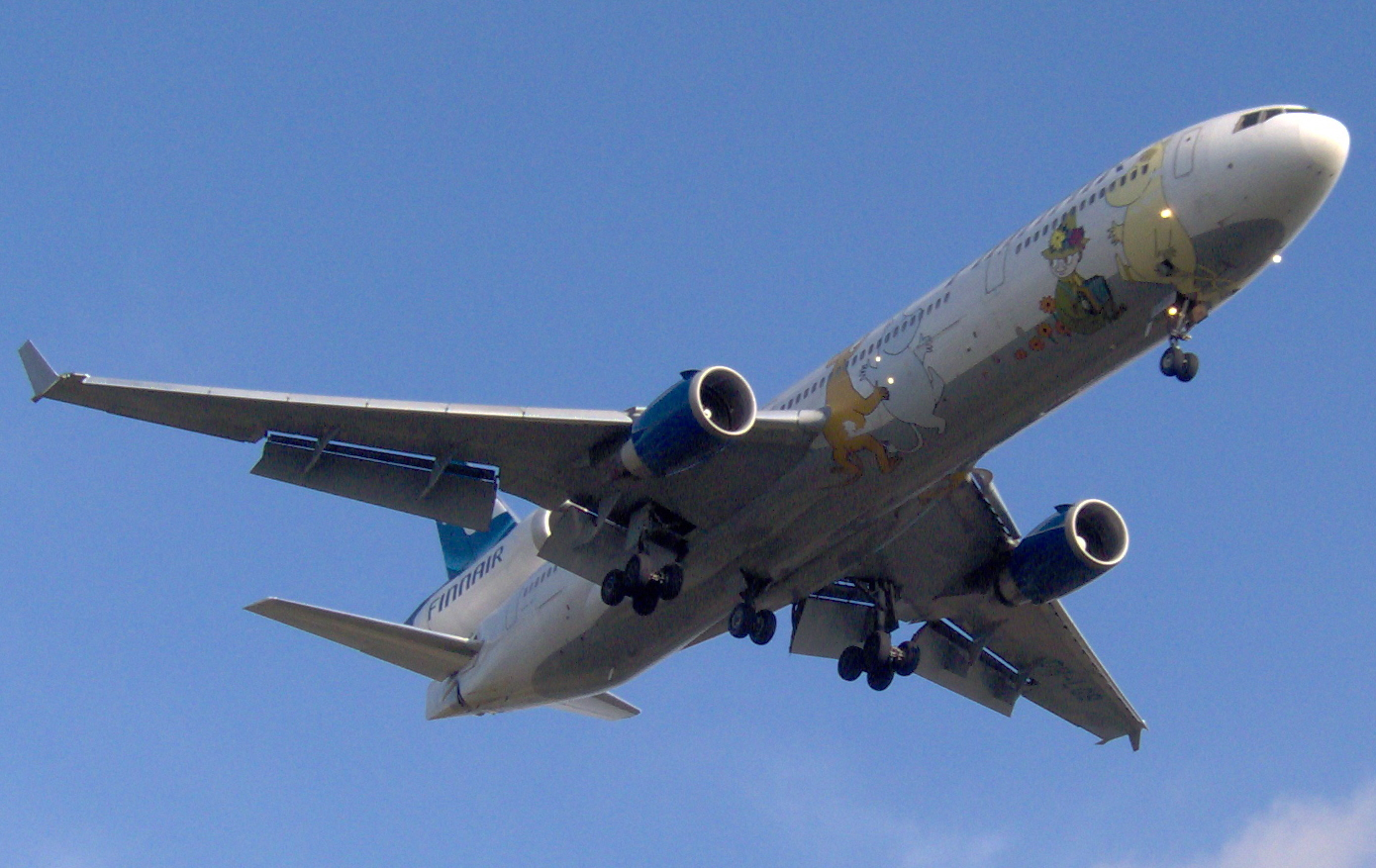

Investigația a arătat că focul care a dus la prăbușirea zborului Swissair111 a fost cauzat de un fir de la un sistem de entertainment de la bussiness sau first class care nu era bine izolat. Acesta s-a supraîncălzit si a aprins materialul din tavanul avionului permițând focului să se extindă chiar până în cabina piloților. Un alt factor este reprezentat de decizia piloților de a închide aerul condiționat care nu permitea focului să înainteze. Totuși, ei nu pot fi luați responsabili, deoarece ei respectau procedura standard scrisă de McDonnell Douglas în caz de fum în cabină. Anchetatorii au descoperit toate aceste detalii, dar și-au pus întrebarea dacă materialul din tavanul aeronavei este sigur. 